# NGC 40
NGC 40, (nota anche come C 2), è una nebulosa planetaria visibile nella costellazione di Cefeo, dalla forma peculiare.

## Osservazione
Si individua 5 gradi ad SSE della stella γ Cephei; per individuarla occorrono telescopi di almeno 150-200 mm di apertura. La nebulosa possiede una forma insolita, con un anello luminoso interrotto in due punti ed un involucro esterno debole e irregolare.

## Caratteristiche
Il suo diametro si aggira attorno all'anno luce, e contiene al suo interno una nana bianca, fautrice della nebulosa, con temperatura superficiale di 90000 K; questa stella, insolitamente luminosa, ha le caratteristiche tipiche di una stella di Wolf-Rayet, e con suo forte vento stellare interagisce con la nebulosa, deformandola fino a farle assumere una forma irregolare. Nel giro di qualche decina di millenni, la nebulosa si disperderà nel mezzo interstellare, lasciando libera la stella nana centrale, che si spegnerà anch'essa lentamente nello spazio. La distanza dal Sistema Solare è stimata attorno agli 11.750 anni-luce.

### Opere generali
- (EN) Stephen James O'Meara, Deep Sky Companions: The Caldwell Objects, Cambridge University Press, 2003, ISBN 0-521-55332-6.

### Carte celesti
- Tirion, Rappaport, Lovi, Uranometria 2000.0 - Volume I - The Northern Hemisphere to -6°, Richmond, Virginia, USA, Willmann-Bell, inc., 1987, ISBN 0-943396-14-X.
- Tirion, Sinnott, Sky Atlas 2000.0, 2ª ed., Cambridge, USA, Cambridge University Press, 1998, ISBN 0-933346-90-5.